# Fleet (ARC)
Fleet is een livealbum van ARC. Het was enige tijd stil rond deze band binnen de elektronische muziek. De twee leden Ian Boddy en Mark Shreeve hadden bezigheden elders. Tijdens het E-Scape electronic Music festival in The Cut in Halesworth, Suffolk op 13 mei 2017 vonden de twee tijd om een optreden te verzorgen. Het album, dat een deel van het concert weergeeft, verscheen in een oplage van 1000 stuks op Boddy’s privéplatenlabel DiN. De stijl is de kosmische variant van de Berlijnse School voor elektronische muziek.

## Musici
- Ian Boddy, Mark Shreeve – analoge synthesizers, elektronica

## Muziek
| Nr. | Titel  | Duur  |
| --- | ------ | ----- |
| 1.  | Fleet  | 8:39  |
| 2.  | Soar   | 8:38  |
| 3.  | Surge  | 12:23 |
| 4.  | Escape | 8:07  |
| 5.  | Crux   | 14:00 |
| 6.  | Runner | 12:02 |
| 7.  | Howl   | 10:44 |